# Salinas de Pisuerga (kommunhuvudort)
Salinas de Pisuerga är en kommunhuvudort i Spanien.   Den ligger i provinsen Provincia de Palencia och regionen Kastilien och Leon, i den norra delen av landet, 280 km norr om huvudstaden Madrid. Salinas de Pisuerga ligger 948 meter över havet och antalet invånare är 351.
Terrängen runt Salinas de Pisuerga är kuperad åt nordväst, men åt sydost är den platt. Runt Salinas de Pisuerga är det ganska glesbefolkat, med 21 invånare per kvadratkilometer. Närmaste större samhälle är Aguilar de Campóo, 11,5 km sydost om Salinas de Pisuerga. Omgivningarna runt Salinas de Pisuerga är en mosaik av jordbruksmark och naturlig växtlighet.